# Angel (Buffy l'ammazzavampiri)
(Angel.)
Angel, anglofonizzazione del nome latino Angelus, nato come Liam Grey, è il protagonista della serie televisiva di horror-action dedicata a lui l'omonima: Angel, spin-off nato dal successo della serie Buffy l'ammazzavampiri.
Angel è un vampiro con l'anima che durante le prime tre stagioni di Buffy ha avuto una storia d'amore con la protagonista.
In entrambi i telefilm Angel è interpretato da David Boreanaz, con la voce italiana di Francesco Bulckaen.

## Biografia del personaggio

### Vita da umano
Nato nel 1727, Liam crebbe in una ricca famiglia di mercanti a Galway, in Irlanda. All'età di 26 anni, nel 1753, Liam era un uomo dissoluto, attratto dalle belle donne che ricambiavano il suo interesse. Il suo comportamento provocò l'ira del padre, un uomo violento e autoritario. Stanco di sopportarlo, Liam rinnegò suo padre e abbandonò la propria casa. Dopo essere uscito da una taverna, incrociò gli occhi di Darla, una vampira travestita da nobildonna, e si incontrarono in un vicolo dove lei promise al ragazzo che, se l'avesse seguita, gli avrebbe mostrato il mondo. Subito dopo lo trasformò in un vampiro, privandolo della sua anima.
Nella notte in cui risorse dalla sua tomba, Liam iniziò il massacro del suo paese, lasciando la sua stessa casa come ultima meta. Uccise prima sua sorella minore, Kathy, che senza saperlo invitò il demone a entrare credendo fosse tornato indietro come un angelo, e in seguito uccise i suoi genitori. 
Molto probabilmente Liam scelse il suo nome da vampiro, Angelus. Gli storici si riferiscono a lui con vari soprannomi come "il demone col viso d'angelo" oppure "l'anima oscura".

### Angelus
Dopo aver lasciato l'Irlanda, Angelus (versione latinizzata di Angel) e Darla seminarono panico e distruzione per tutto il Galles e il nord dell'Inghilterra, finché, nel 1760, raggiunsero Londra. Qui, nelle fogne cittadine, incontrò per la prima volta l'antico vampiro detto Il Maestro, ma subito dimostrò di non avere alcun rispetto per l'anziano leader, convincendo Darla (braccio destro del potente demone) ad abbandonare il vecchio vampiro e a seguirlo in giro per il mondo.
Nel maggio del 1764, Angelus e Darla uccisero la famiglia del cacciatore di vampiri Daniel Holtz, il quale in seguito dedicò la sua esistenza alla ricerca dei due, viaggiando prima per l'intera Inghilterra, in seguito fino in Africa e per tutta l'Europa. Finalmente, nel 1771 a Roma, Holtz li mise all'angolo, ma, mentre stava per ucciderli, la situazione si era capovolta. Invece che uccidere il loro nemico, Angelus e Darla lo risparmiarono affermando come oramai i tre fossero diventati "come una famiglia". Decisero che fosse più divertente adoperarsi per rendergli la vita impossibile.
Successivamente, nel 1860 a Londra, Drusilla, una giovane donna con il "dono della vista", catturò l'attenzione di Angelus. Lei e le sue sorelle erano note per essere vergini e Drusilla in particolare era descritta come un essere "dolce, puro e casto". A causa della morte della sua famiglia per mano di Angelus, Drusilla si trasferì a vivere in convento. Nel giorno in cui avrebbe dovuto prendere i voti, Angelus massacrò l'intero convento perché aveva sempre avuto un'ossessione per le monache. Dopo aver fatto sesso con Darla di fronte a lei, Angelus la portò alla pazzia e finalmente la vampirizzò, diventando il suo "sire". Drusilla è il "capolavoro" di Angelus, un esempio immortale della sua estrema crudeltà. Nel 1880, Drusilla trasformò il poeta William in un vampiro, Spike, che si unì a loro e con cui Angelus sviluppa un controverso rapporto di amicizia e rivalità

### La maledizione
Nel 1898, a Borşa in Romania, Angelus tortura e uccide la figlia prediletta di una comunità zingara, il clan dei Kalderash, portatagli in dono da Darla. Come vendetta, gli zingari lo maledicono ridonandogli l'anima, in modo che possa soffrire per tutti i mali da lui commessi per l'eternità. Darla ritrova Angelus (che d'ora in poi si chiamerà Angel) nel suo appartamento, devastato e distrutto per tutte le atrocità commesse. Inorridita dalla sua "sporca anima umana", Darla prova a obbligare il padre della ragazza uccisa ad annullare la maledizione, ma al suo rifiuto lo uccide, mentre Drusilla e Spike uccidono gli altri zingari. Angel intanto si aggira per le strade in cerca di topi da mangiare. Prova a uccidere una donna, ma la sua nuova coscienza glielo impedisce. Nel 1990 tentò una riconciliazione con Darla, Drusilla e Spike in Cina durante la Ribellione dei Boxer, ma ormai uccideva e si nutriva soltanto di persone malvagie. Decise quindi di separarsi da Darla, la quale comprese che Angel non poteva più essere una creatura spietata.

### InBuffy l'ammazzavampiri
Angelus diventa dunque Angel e, da quel momento, si prodiga nella lotta contro il male. Quando Buffy diventa la Cacciatrice, Angel si reca a Sunnydale per aiutarla e lì comincerà la loro tormentata storia d'amore; pur di proteggerla arriva anche a uccidere Darla.
Angel inizia a lottare al fianco di Buffy e dei suoi amici, ovvero Xander Harris, Willow Rosenberg e Cordelia Chase, oltre che con Rupert Giles, l'Osservatore di Buffy. Cordelia si infatua di Angel, che però non la ricambia minimamente avendo occhi solo per Buffy, invece Xander lo vede come un rivale in amore, essendo anche lui innamorato della Cacciatrice. 
Nella seconda stagione di Buffy, dopo aver passato per la prima volta una notte d'amore con Buffy e aver provato l'attimo di felicità assoluta, Angel rompe l'incantesimo degli zingari e perde l'anima, tornando a essere il perfido Angelus che stringerà un'alleanza con i suoi vecchi compagni Spike e Drusilla. Per fermarlo dall'intento di distruggere il mondo tramite il risveglio del pericoloso demone Acathla, Buffy sarà costretta a ucciderlo, perché arrivata poco dopo che l'amica Willow era riuscita a donargli nuovamente l'anima con un incantesimo.
Nella terza stagione, Angel torna misteriosamente in vita dall'Inferno, fra la gioia di Buffy e il sospetto degli altri amici, ancora memori della sua cattiveria. Si scoprirà solo nello spin-off che gli artefici di tutto furono le Forze dell'Essere. Angel aiuterà di nuovo Buffy e gli altri nella lotta per salvare il mondo dall'Apocalisse, voluta dal demoniaco sindaco Richard Wilkins. Dopo aver ricevuto un ultimatum da Joyce, la madre di Buffy, nell'ultima puntata deciderà di abbandonare Sunnydale, rendendosi conto di non poter rendere Buffy felice.
In realtà gli autori fecero uscire di scena il personaggio perché, visto il suo successo, avevano deciso di crearvi attorno un apposito spin-off, una nuova serie intitolata proprio Angel.

### InAngel

#### Prima stagione
Angel va a Los Angeles, vive in un appartamento e protegge gli indifesi dai vampiri, ma quella che conduce è una vita solitaria. Incontra Allen Francis Doyle, un veggente dal quale scopre la verità sul suo ritorno dall'inferno: è stata opera delle Forze dell'Essere, che lo hanno riportato in vita per farne il loro campione. Doyle riceve delle visioni che fungono da collegamento tra Angel e le Forze dell'Essere, gli affidatari delle missioni. Il vampiro incontra Cordelia perché anche lei si è trasferita a Los Angeles. La ragazza decide di fondare un'agenzia di sicurezza privata che sarà guidata da Angel: Angel Investigations. 
Il vampiro si farà nemico lo studio legale Wolfram & Hart guidato dai misteriosi Soci Anziani; gli avvocati che vi lavorano difendono i criminali servendosi del potere della magia e della comunità demoniaca. Doyle muore, ma fa in tempo a trasmettere a Cordelia il potere delle visioni, trasformandola nel nuovo collegamento tra Angel e le Forze dell'Essere. Intanto, l'ex Osservatore Wesley Wyndam-Pryce si unisce al gruppo rivelandosi un valido aiuto. Tra gli avvocati della Wolfram & Hart che maggiormente creano problemi a Angel, figurano Holland Manners, Lindsey McDonald e Lilah Morgan. Nel finale di stagione, Angel ruba dalla sede dello studio legale la pergamena Aberjian, che Wesley traduce scoprendo che narra della Profezia Shanshu secondo cui Angel sarà al centro di un'imminente Apocalisse che lo farà tornare umano.
La Wolfram & Hart invoca il demone Vocah che fa esplodere l'appartamento di Angel e ruba la pergamena Aberjian, tramite la quale dà inizio a un rito di resurrezione. Angel uccide Vocah e si rimpadronisce della pergamena, benché Lindsey, a cui Angel taglia la mano, fa in tempo a resuscitare Darla.

#### Seconda stagione
Angel prende possesso dell'Hyperion Hotel, un vecchio albergo in disuso che trasforma nella sede della Angel Investigations. Vi si trasferisce a vivere e al gruppo si unisce anche il cacciatore di vampiri Charles Gunn, inoltre più volte si fa aiutare dal demone Lorne. La Wolfram & Hart ha riportato in vita Darla come umana, nella speranza che possa riconvertire Angel al suo lato oscuro. Darla sta per morire di sifilide, la malattia che la stava per uccidere prima di diventare un vampiro, e Angel pur di salvarla è tentato di trasformarla in un vampiro, ma lei rifiuta l'offerta.
Lindsey fa chiamare Drusilla, che trasforma lei stessa Darla in un vampiro. Angel trova frustrante che Darla sia tornata a essere una creatura malvagia, tanto che dà a Darla e Drusilla il permesso di uccidere gli avvocati della Wolfram & Hart. Li ammazzano tutti, compreso Manners, soltanto Lilah e Lindsey sopravvivono. Angel decide di separarsi dai suoi amici, per impedire a Drusilla e Darla di mettere in piedi un loro gruppo demoniaco. Prova a uccidere i Soci Anziani, ma scopre che sono entità metafisiche che risiedono nel male che alberga nell'umanità. Capendo di non poterli sconfiggere, in un momento di disperazione fa sesso con Darla.
Pentitosi di aver rinunciato ai suoi amici, si riconcilia con loro e accetta Wesley come capo della Angel Investigations. I suoi sentimenti per Cordelia stanno cambiando, ormai si è innamorato di lei. Riesce inoltre a convincere Lindsey ad abbandonare la Wolfram & Hart e indaga sulla sparizione di una ragazza, Fred Burkle, sparita da ormai cinque anni. Intanto, Cordelia finisce nella dimensione demoniaca di Pylea, il regno da dove proviene Lorne. Angel, accompagnato da Gunn, Wesley e Lorne, raggiunge Pylea e lì incontra Fred. Angel salva Cordelia e Fred, inoltre con i suoi amici libera gli umani dalla schiavitù sconfiggendo il Consiglio di Trombli.

#### Terza stagione
Fred si unisce alla Angel Investigations e si infatua di Angel, che si trova costretto a spiegarle che tiene a lei solo come amica. Ormai, per Fred e Lorne è sempre più evidente che il vampiro è innamorato di Cordelia, ma non riesce a dichiararle ciò che prova. Darla si presenta a Angel in stato di gravidanza, aspetta un figlio da lui benché per i vampiri procreare fosse ritenuto impossibile. Secondo Wesley, ciò è da ricondursi agli eventi predetti dalla Profezia Nyaziana.
Darla muore per dare alla luce il suo bambino, il piccolo Connor, che Angel decide di crescere con l'aiuto dei suoi amici. La Wolfram & Hart prova a rapirlo per sottoporlo a degli esperimenti, ma Angel costringe il direttore dello studio, Linwood Murrow, a lasciarlo in pace. Purtroppo Angel è costretto ad affrontare un'altra minaccia, l'intangibile demone Sahjhan che con la magia proietta dal passato il vecchio nemico di Angel, il cacciatore di vampiri Daniel Holtz. Costui mette in piedi un gruppo con l'aiuto di Justine Cooper e rapisce Connor, anche grazie alla collaborazione di Wesley che, traducendo uno dei testi della Profezia Nyaziana, aveva scoperto che Angel avrebbe fatto del male a Connor. Lilah minaccia di rapire il bambino e Holtz lo protegge, gettandosi con Connor nello strappo dimensionale per Quor'toth creato da Sahjhan. Angel perde il suo bambino.
Aiutato da Lilah e Lindwood, il vampiro usa la magia nera per rendere Sahjhan nuovamente tangibile e costringerlo ad aprire un altro strappo dimensionale per Quor'toth, in modo da recuperare Connor. Sahjhan si rifiuta di farlo e rivela ad Angel che intendeva sbarazzarsi del bambino perché, secondo la Profezia Nyaziana, il figlio di Angel avrebbe ucciso in futuro Sahjhan stesso. Egli aveva manomesso la profezia in modo da manipolare Wesley, e fargli credere che Connor sarebbe morto per mano di Angel. Sahjhan cerca di uccidere il vampiro, ma Justine lo salva intrappolando il demone in un'ulna. Angel allontana Wesley, non volendo più avere nulla a che fare con lui.
Tuttavia, l'incantesimo che Angel aveva usato su Sahjhan apre un portale per Quor'toth dal quale Connor raggiunge Los Angeles. Ormai è un adolescente, dato che a Quor'toth il tempo scorre più velocemente. Holtz ha cresciuto Connor come un figlio e, all'apparenza, sembra volersi mettere da parte per dare ai due l'occasione di stringere un legame. Justine, rispettando il volere di Holtz, lo uccide in modo da manipolare Connor e fargli credere che sia stato Angel a uccidere l'uomo che l'ha cresciuto. Intanto, Angel e Cordelia si danno appuntamento su una spiaggia a Malibu con l'intento di dichiararsi l'un l'altra ciò che provano, ma Connor tende un agguato a suo padre e, con l'aiuto di Justine, lo chiude in una bara per gettarlo in fondo al mare.

#### Quarta stagione
Dopo aver trascorso tre mesi rinchiuso nella bara senza nutrirsi, Angel viene salvato da Wesley, che aveva costretto Justine a dargli una mano. Angel si riconcilia con Wesley e tenta di riavvicinarsi a Cordelia, che però lo tratta con freddezza. Inoltre, si è accorto che lei e Connor si stanno legando un po' troppo. Essendo Connor infatuato di Cordelia, vede nel padre un rivale.
Un potente demone chiamato la Bestia semina terrore a Los Angeles e uccide tutti gli avvocati della Wolfram & Hart. Lilah è l'unica a salvarsi e, come se non bastasse, Cordelia fa l'amore con Connor scatenando la rabbia di Angel. Lo sciamano Wo-Pang priva Angel della sua anima trasformandolo in Angelus, il quale ricorda di aver conosciuto in passato la Bestia in Prussia nel 1789. Angelus uccide la Bestia e Willow, con la magia, gli restituisce l'anima. Cordelia uccide Lilah, poi scopre di aspettare un figlio da Connor in una gravidanza metafisica. Angel, tuttavia, capisce che quella che ha davanti non è Cordelia, ma un'entità malvagia che ha preso il suo possesso. È stata questa entità a uccidere Lilah, a evocare la Bestia e a sedurre Connor con l'intento di farsi ingravidare da lui.
Questa entità aveva fatto in modo che Angel e Darla concepissero Connor, per mettere incinta Cordelia una volta preso possesso del suo corpo; il bambino che aspetta sarà la personificazione fisica della stessa entità, ma con un corpo tutto suo. Avrà le sembianze di una donna che si farà chiamare Jasmine la quale è in realtà una delle Forze dell'Essere. La sua sola presenza induce chiunque a giurarle amore e devozione, in uno stato di benessere collettivo. Jasmine vuole dominare l'umanità tramite l'asservimento e, inoltre, deve nutrirsi costantemente di molte persone per mantenere stabile il suo potere. Fred tuttavia usa il sangue di Jasmine per annullare l'effetto dei suoi poteri su Angel. Cordelia, dopo l'abbandono del suo corpo da parte di Jasmine, entra in coma. Angel e Fred usano il sangue della ragazza su Lorne, Gunn e Wesley, liberando anche loro dal soggiogamento di Jasmine.
Quando Wesley apre un portale per una dimensione demoniaca, Angel lo attraversa e vi trova il demone che custodisce il vero nome di Jasmine, lo decapita e torna a Los Angeles. La testa decapitata pronuncia il vero nome della Dea e ne annulla il potere, da quel momento nessuno sarà più suo servo. Quando Angel affronta Jasmine, questa riesce a sconfiggerlo, ma Connor salva suo padre uccidendola. Lo spirito di Lilah informa Angel e i suoi amici che i Soci Anziani hanno assunto del nuovo personale alla Wolfram & Hart e vogliono che siano loro a dirigere lo studio legale. Angel accetta, ma a patto che, con un incantesimo, Connor perda ogni ricordo della sua vita e gli venga data una famiglia amorevole, per consentirgli di vivere un'esistenza migliore.

#### Quinta stagione
Angel non è più il campione delle Forze dell'Essere. Insieme a Lorne, Fred, Wesley e Gunn, dirige la Wolfram & Hart, con Eve come collegamento tra Angel e i Soci Anziani. Il vampiro cerca di aiutare gli indifesi e, contemporaneamente, impedisce alla Wolfram & Hart di corromperlo. Quando Spike si unisce al gruppo, Angel inizia a provare per lui un complesso di inferiorità. Anche lui è infatti un vampiro con l'anima, nonché un campione, avendo chiuso la Bocca dell'Inferno a Sunnydale impedendo l'Apocalisse. Inoltre, le Forze dell'Essere iniziano a sospettare che sia Spike il predestinato della profezia Shanshu, poiché un veggente si è rivolto solo a lui.
Cordelia si risveglia dal coma e, grazie a lei, Angel scopre che Lindsey ha ingannato Spike spacciandosi per un veggente e facendogli credere di lavorare per le Forze dell'Essere. Il suo scopo era minare la sicurezza di Angel. Quest'ultimo sconfigge Lindsey, mentre la sua amante Eve viene allontanata dalla Wolfram & Hart.  Come nuovo collegamento con i Soci Anziani, al suo posto subentra il temibile Marcus Hamilton. Angel e Cordelia si baciano, ma il vampiro scopre di aver baciato solo l'essenza della donna, che non si era mai risvegliata dal coma essendo deceduta. Le Forze dell'Essere le avevano concesso di aiutare il suo amato Angel per l'ultima volta.
Angel intraprende una relazione con Nina Ash, una ragazza licantropo. Intanto, Fred muore dopo che il demone antico Illyria prende possesso del suo corpo consumandone l'anima. La morte di Fred distrugge il gruppo.
Cyvus Vail, lo stregone che aveva alterato la realtà per dare a Connor una vita migliore, desidera che il figlio di Angel uccida Sahjhan rispettando il volere della profezia. Angel cerca di preparare Connor allo scontro, ma il ragazzo libera Sahjhan dall'ulna e lo affronta, finendo per avere la peggio. Senza volerlo, Wesley  restituisce a Connor i ricordi perduti, così il ragazzo prende coscienza della propria reale forza e uccide Sahjhan. Si riconcilia poi con Angel, essendogli riconoscente per tutto quel che ha fatto per lui.
Angel si unisce al Circolo della Spina Nera, la setta costituita da coloro che sono maggiormente devoti ai Soci Anziani. In realtà, si tratta di un espediente per individuarli e ucciderli tutti. Era stato il bacio di Cordelia a metterlo a conoscenza della setta. Il vampiro è consapevole che non riuscirà mai a distruggere i Soci Anziani, ma eliminando i loro servi più influenti è certo almeno di danneggiarli. Convincendo Spike, Wesley, Lorne, Illyria, Lindsey e Gunn a spalleggiarlo, allora avvelena Sebassis, uno dei membri più importanti del Circolo della Spina Nera, uccidendolo. Inoltre, Angel e Connor affrontano insieme Hamilton e lo sconfiggono. Dopo che Angel uccide Hamilton e con gli altri del gruppo elimina anche i membri del Circolo della Spina Nera, i Soci Anziani decidono di punirli.
Wesley e Lindsey sono gli unici a non sopravvivere alla battaglia. Lorne abbandona il gruppo, dopo che dietro ordine di Angel uccide Lindsey. Angel, Gunn, Spike e Illyria, nel vicolo dietro all'Hyperion Hotel, si preparano ad affrontare i demoni che i Soci Anziani hanno scatenato contro di loro.

### Caduta di Los Angeles
La battaglia ha un esito imprevisto: i Soci Anziani trasportano difatti tutta la città di Los Angeles all'inferno, inoltre rendono Angel nuovamente umano, in modo da privarlo della sua forza sovrumana e dell'immortalità nel momento in cui ne ha maggiormente bisogno. A causa di ciò, Angel passerà mesi in riabilitazione per essersi rotto una gamba e la schiena in un incidente; finito questo periodo, comincerà a combattere i demoni che ora fanno da padroni per la città e a salvare il maggior numero possibile di cittadini. Verrà aiutato da un drago demoniaco benevolo, reclutato e adottato come cucciolo, a cui mette il nome di Cordelia in omaggio all'amata collega, e dallo spettro di Wesley, ora suo collegamento coi Soci Anziani.
In seguito, si ricongiunge con Spike, Illyria, Connor, Gwen, Nina, Groosalugg e Lorne. Insieme ritorneranno alla loro vecchia base nell'Hyperion Hotel, che promuoveranno come centro di ritrovo per gli sfollati a cui presteranno i primi soccorsi, ristabilendo l'ordine e instaurando una sorta di dominio sui demoni di Los Angeles. Angel, tuttavia, è costretto ad affrontare l'altro grande boss della città: Gunn, che aveva perso di vista durante la battaglia e che era andato incontro al triste destino di venire tramutato in vampiro. Angel è incapace di fare del male all'amico ed è troppo debole, nella sua nuova condizione di umano, per provarci. Grazie anche allo spettro di Cordelia, tuttavia, comprende che i Soci Anziani hanno bisogno di lui per realizzare la profezia dello Shanshu a cui tanto tengono, e si fa uccidere da Gunn per costringerli ad annullare la linea temporale e il trasporto di Los Angeles all'Inferno.
Angel viene riportato in vita come vampiro esattamente durante la battaglia di fine quinta stagione, che stavolta vince assieme ai compagni, impedendo la sequela di eventi catastrofici già avvenuti. Vi sono però due grandi differenze: l'edificio della Wolfram & Hart sembra essere sparito dall'esistenza e ogni abitante di Los Angeles ricorda il periodo passato all'inferno. Per cui, la Angel Investigations, con sede all'Hyperion Hotel viene acclamata come un gruppo di eroi.
Inoltre, Hollywood dedica un film di azione all'avvenimento con Nicolas Cage nel ruolo di Angel.
Alla riapertura dell'Angel Investigations, si unisce Kate Lockley, profondamente cambiata dal periodo trascorso all'Inferno. L'agenzia è soggetta a numerose richieste, dovute all'acquisita popolarità. Tali richieste spesso provengono da agenzie pubblicitarie o da fans desiderosi di incontrare i membri del gruppo.
In seguito alla battaglia con la forza malefica James, la divoratrice di anime Liss e una sorellanza demoniaca, Angel si allontanerà temporaneamente dall'agenzia, lasciando la leadership al figlio Connor.

### Twilight
Durante il periodo di allontanamento da Los Angeles, Angel sarà contattato da una forza superiore, la quale gli conferirà un incredibile aumento di potere, rivelandogli che la condivisione di potere di Buffy con le altre Cacciatrici è stata uno stravolgimento delle forze naturali. Ciò spingerà tutti i governi ad andare contro la ragazza. Per impedire il peggio, Angel indosserà una maschera, costituirà una setta di seguaci e si farà chiamare Twilight dicendosi intenzionato ad annientare tutte le Cacciatrici, mentre il suo vero scopo sarà quello di distrarre i governi e far sì che la forza che gli ha donato il potere lo doni anche a Buffy, per completare un piano universale esistente dall'alba dei tempi.
Agendo in tal modo, Twilight metterà in fuga l'Organizzazione delle Cacciatrici e le farà rifugiare in Tibet, nel monastero in cui risiede Oz. Qui, le affronterà assieme a un esercito di soldati e rapirà Andrew, Giles e Faith, allo scopo di attirare Buffy, ora investita dei suoi stessi poteri, e rivelarle la verità sulle sue azioni. I due cominceranno dunque a percepire l'alchimia che la forza superiore genera tra loro e daranno libero sfogo alla loro passione, utilizzando le loro nuove abilità a fini sessuali; in questo modo ascenderanno a un piano di vita superiore, come stabilito all'alba dei tempi dall'universo, il cui grande piano era quello di generare grazie alla coppia una dimensione di pura felicità, rendendo il precedente e imperfetto mondo sacrificabile. Resisi conto di ciò, i due rinunceranno all'eterna felicità per tornare sulla Terra e impedire che le orde demoniache la distruggano.
Mentre il gruppo di Buffy, seguendo il piano di Spike, si recherà alle rovine di Sunnydale alla ricerca del Seme delle Meraviglie, fonte di ogni magia, Angel si muoverà a super velocità per il pianeta difendendolo dagli invasori demoniaci. Verrà tuttavia raggiunto e sottomesso dalla stessa forza superiore che gli donò l'aumento di poteri, la quale si rivelerà la manifestazione dell'universo da lui stesso creato. Mosso dall'entità, Angel raggiungerà Sunnydale per impedire al gruppo di Buffy di nuocere al Seme, di modo che la Terra soccomba e il nuovo universo possa nascere. Affronterà Buffy e ucciderà Giles davanti ai suoi occhi, causando la rabbia della Cacciatrice, che distruggerà il Seme e rimuoverà tutta la magia dal mondo. Angel piomberà in uno stato semi-catatonico e sarà accudito da Faith, unica persona a non giudicarlo malamente dopo le azioni da lui compiute.

## Poteri e abilità
Come tutti i vampiri mostrati nel mondo di Buffy, Angel è in possesso di capacità sovrumane come una maggiore forza, agilità e riflessi di un essere umano normale, tanto che l'unico vivente che può combatterlo è appunto la Cacciatrice.
Inoltre, dispone di una percezione sensoriale (udito, olfatto, vista, tatto e gusto) estremamente sviluppata, che ne fanno un fenomenale predatore notturno. 
È immune alle armi della morte e guarisce da qualunque tipo di ferita; non ha battito cardiaco e la sua temperatura corporea è molto bassa, permettendogli di non risentire dei fenomeni atmosferici. Non necessita di respirare o di cibo, ma solamente di sangue. Questo non deve essere esclusivamente umano, difatti si ciba prettamente di sangue animale (di maiale).
I vampiri possono inoltre mutare aspetto: da quello umano, ad uno umanoide, con la fronte corrugata, gli occhi gialli e i denti appuntiti, quest'ultimo è spesso descritto come il loro vero aspetto.
Vi sono inoltre diverse limitazioni che devono rispettare: per entrare in una casa o, più generalmente in un luogo privato, i vampiri hanno bisogno di un invito esplicito, che non vale per i luoghi pubblici: la regola dell'invito scade quando il proprietario muore, o il proprietario non considera più sua la casa. Non può esporsi alla luce solare (sebbene abbia una singolare resistenza, superata dal solo Spike) ed è vulnerabile al fuoco, ai paletti di frassino e alla decapitazione. Inoltre l'acqua santificata ha su di lui lo stesso effetto del sole.
Oggetto di parodia dello stesso autore del telefilm è che tutti i vampiri dimostrano capacità combattive innate e grande conoscenza delle arti marziali; Angel non fa eccezione, infatti è esperto di Kick-boxing, Judo, Karate, Taijiquan, Capoeira e Scherma, e durante la sua lunga esistenza ha affinato così tanto queste sue capacità (insieme alle sue prestazioni fisiche) che è capace di sopraffare demoni fisicamente più imponenti di lui, sono pochissimi i vampiri suoi simili che sono in grado eguagliarlo in uno scontro corpo a corpo, tra i quali si possono citare Spike, il Maestro e Penn.
Angel è inoltre esperto nell'uso delle armi da taglio e da fuoco, è un grande esperto di stregoneria, esorcismo, demonologia e occulto. Dimostra di possedere una sorta di legame mentale coi vampiri da lui generati, cosa che gli garantisce visioni ambigue sulle attività di questi ultimi, in aggiunta è un maestro di tortura fisica e psicologica.
Angel è un abile detective, dotato di un eccezionale intuito, di un grande talento per gli identikit (è infatti un bravissimo ritrattista) e di quella che sembra essere una memoria eidetica. Oltretutto parla correttamente inglese, coreano, tibetano, francese, italiano, spagnolo, tedesco, greco, latino, russo e rumeno.
Possiede poi un'anima, che gli dona la capacità di distinguere il bene e il male, assente invece nei suoi simili.
Nel breve periodo in cui è stato nella dimensione di Pylea che permetteva a un vampiro di esprimere la propria natura senza limitazione, Angel combattendo al massimo della propria aggressività si è trasformato in una creatura con fattezze quasi animalesche, combattendo in maniera selvaggia e indomabile, faticando enormemente a mantenere il proprio autocontrollo.
Anche senza i suoi poteri da vampiro Angel è un avversario molto pericoloso, in grado di competere con la maggior parte dei demoni e dei vampiri; mentre era in forma umana è stato, tra le altre cose, in grado di mettere alle strette un avversario del calibro di Charles Gunn, nonostante questi fosse stato trasformato in vampiro.

### Poteri di Twilight
Come Twilight, Angel viene dotato di una vasta gamma di nuove abilità sovrannaturali, oltre all'immortalità ed alle capacità rigeneranti già possedute infatti, ottiene un significativo aumento della propria, già superumana, percezione sensoriale, nonché una crescita esponenziale della sua forza fisica, che lo rende capace di sollevare senza sforzo un intero edificio e sconfiggere una Cacciatrice con un solo colpo leggero. Oltretutto viene dotato dell'immunità ai veleni vampirici, essendo in grado di esporsi alla luce del sole senza problemi, ed alla maledizione Kalderash; fa infatti sesso con Buffy senza perdere l'anima.
Diviene inoltre invulnerabile, tanto che anche venendo colpito in pieno petto da un albero appuntito, questo si riduce in segatura, e che venendo colpito all'inguine da Faith non prova il minimo dolore. Sviluppa infine una velocità pari, se non superiore a quella del suono ed il potere del volo.
Tali abilità ad ogni modo, spariranno dopo la distruzione del Seme delle Meraviglie.